# 표해록 (최부)
표해록(漂海錄)은 조선 성종대의 학자 최부가 지은 표류기이다. 그는 성종 18년(1488년) 1월에 제주도에 파견되었다가 아버지의 상을 치르기 위해 배를 타고 나주로 향하던 중 풍랑을 만나 13일을 표류한 끝에 중국의 강남 지역에 닿았고, 그곳에서 북경을 거쳐 6월 14일에 조선으로 돌아오기까지의 여섯 달 동안의 여정을 《표해록》이라는 기록으로 남겼다.

## 같이 보기
- 일본표해록(日本漂海錄)
- 풍계 현정(楓溪 賢正)